# Острво Акдамар
Острво Акдамар (тур. Akdamar Adası), познат и као Агхтамар  или Акхтамар ,   је друго по величини од четири острва у језеру Ван, у источној Турској. Величине око 0,7 km², налази се приближно 3 км од обале. На западном крају острва, тврда, сива, кречњачка литица уздиже се 80 м изнад нивоа језера (1.912 м надморске висине). Острво се спушта ка истоку до равнице где извор пружа довољно воде.
У њему се налази јерменска катедрала Светог крста из 10. века, која је била седиште јерменског апостолског католикосата Агхтамар од 1116. до 1895. године.

## Етимологија
Порекло и значење имена острва није познато али постоји народно етимолошко објашњење, засновано на старој јерменској легенди. Према причи, јерменска принцеза по имену Тамара живела је на острву и била је заљубљена у обичног грађанина. Овај младић би сваке ноћи пливао од обале до острва, вођен светлошћу коју му је она палила. Њен отац је сазнао за његове посете. Једне ноћи, док је чекала да љубавник стигне, отац јој је разбио светло, оставивши младића насред језера без водича који би назначио у ком правцу да плива. Утопио се и тело му је испливало на обалу и, како легенда закључује, изгледало је као да су му речи „Ах, Тамара“ залеђене на уснама.  Легенда је била инспирација за добро познату песму Ованеса Туманијана из 1891. године.
Акдамар сличног изговора (што на турском значи „бела вена“) од тада постаје званично име острва.

## Историја
Током своје владавине, краљ Гагик I Артсруни (владао од 908-943/944) јерменског Краљевства Васпуракан изабрао је острво за једну од својих резиденција. Основао је насеље и подигао велику четвртасту палату богато украшену фрескама, саградио пристаниште познато по сложеном хидротехничком инжењерингу, уредио улице, баште и воћњаке и засадио дрвеће и дизајнирао просторе за рекреацију за себе и свој двор. Једина сачувана грађевина из тог периода је Палатинска катедрала Светог Крста (јерм. Սուրբ Խաչ եկեղեցի Surb Khach yekeġetsi). Изградио је од ружичастог вулканског туфа архитекта-монах Мануел током година 915-921, са унутрашњошћу димензија 14,80 м × 11,5 м и куполом која је досезала 20,40 м изнад земље. У каснијим вековима, па све до 1915. године, чинила је део монашког комплекса, чије се рушевине и данас могу видети јужно од цркве.
Између 1116. и 1895. године на острву се налазио католикосат Агхтамар Јерменске апостолске цркве. Хашатур III, који је умро 1895. године, био је последњи католикос из Агхт'амара. У априлу 1915. године, током геноцида над Јерменима, монаси на Агхт'амару су масакрирани, катедрала опљачкана, а манастирске зграде уништене.
Дана 28. августа 2010. године на острву је отворена мала електрана на соларну енергију која ће локалним инсталацијама обезбедити електричну енергију.

## Катедрала Светог Крста
Архитектура цркве заснива се на облику који је развијен у Јерменији неколико векова раније; најпознатији пример је црква св. Хрипсиме из Вагаршапата из седмог века, која садржи куполу са конусним кровом.
Јединствени значај катедралне цркве Светог Крста потиче из широког низа барељефних резбарија углавном библијских сцена које красе њене спољне зидове. Значења ових рељефа била су предмет многих и различитих тумачења. Нису сва ова нагађања произведена у доброј намери - на пример, турски извори илуструју исламске и турске утицаје иза садржаја неких рељефа, као што је истакнути приказ принца како седи прекрштених ногу у турском стилу, на ниском престолу. Неки научници тврде да мотиве фризова налазе у Омајадској уметности - као што је принц са турбаном, арапски стилови облачења, слике винове лозе; Такође су присутне алузије на краљевске сасанидске слике (грифони, на пример).

### Вандализам
После 1915. године црква је била изложена великом вандализму. Пре рестаурације цркве, рељефи на зиду цркве служили су као стрелиште. Закарија Милданоглу, архитекта који је био укључен у процес рестаурације цркве, објашњава ситуацију током интервјуа са Хрантом Динком као „Фасада цркве је пуна рупа од метака. Неке од њих су толико велике да не могу бити покривене током процеса обнове.“ Током многих конференција везаних за рестаурацију цркве Акдамар, академици и архитекте идентификују поступак покривања рупа од метака као најтежи део рестаурације.  Неки тврде да су јерменске цркве и надгробни споменици били изложени вандализму као део политике турске владе која има за циљ уништавање јерменског наслеђа у Анадолији. 
1951. године издато је наређење за рушење цркве, али је писац Јасар Кемал успео да заустави њено уништавање. Објаснио је ситуацију Алену Боскеу: „Био сам у броду од Татвана до Вана. На броду сам се срео са војним официром др. Кавит Бегом. Рекао сам му, у овом граду постоји црква која потиче од Јермена. То је ремек-дело. Ових дана руше ову цркву. Одвешћу те тамо сутра. Ова црква је споменик Анадолије. Можете ли ми помоћи да зауставим уништавање? Сутрадан смо тамо отишли са војним официром. Већ су срушили малу капелу поред цркве. Војни официр се наљутио и рекао радницима: „Наређујем вам да престанете са радом. Наћи ћу се са гувернером. Неће бити покрета док се поново не вратим на острво“. Радници су одмах зауставили рушење. Стигли смо у центар града Ван. Контактирао сам новине Кумхуријет. Они су о рушењу обавестили Министарство просвете. Два дана касније, министар Авни Башман је телеграфски обавестио гувернера Вана и наредио да се трајно заустави рушење. 25. јун 1951. године, дан када је дошло наређење, дан је ослобођења цркве“.

### Рестаурација
Између маја 2005. и октобра 2006. године, црква је била подвргнута контроверзном програму рестаурације. За рестаурацију је наведен буџет од 2 милиона турских лира (приближно 1,4 милиона УСД), а финансирало га је турско Министарство културе. Званично је поново отворен као музеј 29. марта 2007. године на свечаности којој су присуствовали турски министар културе, владини званичници, амбасадори неколико земаља, патријарх Месроб II (духовни вођа јерменске православне заједнице Турске), делегација из Јерменије на челу са замеником јерменског министра културе и великом групом позваних новинара из многих новинских организација широм света.
Оздемир Чакачак, гувернер Вана, описао је преуређење цркве као „показивање поштовања Турске према историји и култури“. Званичник турског државног одељења музеја додао је: „Нисмо могли игнорисати артефакте наших јерменских грађана, и нисмо.“ Натписи који најављују поновно отварање цркве су били „Поштујте историју, поштујте културу“.
Према Максимилијану Хартмуту, академику са универзитета Сабанџи, „црква је претворена у музеј, а не поново отворена, јер се, на пример, за место богослужења након рестаурације тврдило да је клин који одваја споменик од турске јерменске заједнице. Критичари, пишући за медије попут Радикала, Милијета или Туркиш Дејли Њуза, су жалили што није дата дозвола за поновно постављање крста на врх цркве. Такође, тврдили су, званично име музеја, турски Акдамар (у преводу „бела вена“), а не оригинално јерменско Ахтамар - име острва у језеру Ван на којем стоји црква и Часни крст за саму цркву је сугерисало да је то турски споменик. У исто време реч „јерменски“ у службеним изјавама коришћена је само штедљиво. С обзиром да турска јерменска заједница није добила привилегију да одржава службу најмање једном годишње - као што је затражено - а велика турска застава се вијорила над острвом, неки критичари су предложили да је овај пројекат заиста најавио „потурчивање“ овог споменика, иницијатива није ништа више од медијске акције“.

### Контроверзе
Јерменски верски лидери позвани да присуствују свечаном отварању одлучили су се за бојкот догађаја, јер је црква поново отворена као секуларни музеј. Полемика је укључивала питање да ли крст који је стајао на врху куполе до 1915. године треба заменити. Неки Јермени су рекли да је обнова била недовршена јер крст није замењен и да би молитва требало да буде дозвољена барем једном годишње. Крст је припремљен скоро годину дана пре отварања, а Месроб II је поднео молбу премијеру и министру културе да стави крст на куполу катедрале. Турски званичници цитирали су техничке потешкоће повезане са структуром обновљене зграде која можда неће моћи да издржи тешки крст на врху без даљег ојачавања. 
Спорни крст подигнут је на врх цркве 2. октобра 2010. Крст је Јерменска патријаршија из Истанбула авионом послала у Ван. Висок је 2 метра и тежак 110 килограма. Постављен је на врх цркве након што су га осветили јерменски свештеници. Од 2010. године сваке године се одржава миса и у цркви.
Отварање је било контроверзно међу неким турским националистичким групама, које су протестовале на острву и у одвојеним демонстрацијама у Анкари. Полиција је привела пет турских држављана који су носили транспарент са натписом „Турски народ је племенит. Никада не би починили геноцид.“ Демонстранти испред Министарства унутрашњих послова у Анкари скандирали су пароле против могућности постављања крста на врху цркве, изјављујући "Ви сте сви Јермени, ми смо Турци и Муслимани".
Колумниста Џенгиз Чандар карактерише начин на који је турска влада спровела отварање као продужетак текућег "културног геноцида" над Јерменима. Преименовање цркве са јерменске у турску карактерише као део ширег програма за преименовање јерменских историјских места у Турској, а одбијање постављања крста на врх цркве приписује симптому верске нетрпељивости у турском друштву. (Ово је написано пре него што је крст постављен на своје место на врху цркве 2010. године)
Турски заменик министра за културу, Исмет Јилмаз, навео је техничке разлоге због којих није могао да постави крст на куполу цркве:
Реконструкција, коју су извели италијански специјалисти, онемогућава куполи да издржи крст од 200 kg, висине 2 метра. Ако поставимо крст без икаквих промена, чак и поветарац ће нанети штету куполи. Планирамо да позовемо друге стручњаке да реше овај проблем.”
Иако је ово објашњење владе наишло на сумње, након што је крст подигнут на куполи цркве 2010. године (који је тежио 110 kg - отприлике половина онога о чему је говорио турски заменик министра), након земљотреса на Вану 2011. године, појавиле су се пукотине око куполе цркве. 
Историчар Ара Сарафијан одговорио је на неке критике пројекта Акдамар, наводећи да, напротив, пројекат представља одговор на наводе о културном геноциду. Изјавио је да је ревитализација локације "важна мировна понуда" турске владе.
Јерменска делегација која је присуствовала отварању, предвођена замеником министра културе и омладине; Гагиком Гиурјианом, суочила се са препрекама на путу до отварања. Морали су да путују аутобусом 16 сати кроз Грузију до Турске, због затварања турско-јерменске границе од стране Турске.
Ченгиз Актар, академик Универзитета Галатасарај, такође је заузео критички став према губитку изворног имена острва у свом чланку под називом „Црква беле вене и друге“ (Акдамар на турском значи „бела вена“).
Нису сви коментари били негативни у погледу рестаурације цркве од стране турске владе. Британски историчар јерменског порекла, Ара Сарафијан сматрао је отварање цркве за службу "позитивним кораком".

## Галерија
- Црква 1890.
- Црква 1923.
- Црква 2013. год.
- Јерменски камен хачкар из 1434. године (на фотографији објављеној 1913. године)
- Рељефи на зиду цркве